# Coco (artista argentino)
Ezequiel Comeron (Haedo, Argentina; 15 de noviembre de 1979), más conocido como Coco. Es un artista, actor, y cantante argentino perteneciente al colectivo Plop. 
Uno de sus mayores éxitos ha sido la canción «El Paragua» (cover del «Umbrella.» de la barbadense Rihanna). Según Coco "una canción con un poco de alegría contando lo difícil que puede ser para una persona de otro país venir a comenzar una vida nueva a Buenos Aires”. Además de este sencillo, el intérprete ha realizado dos videoclips más llamado «El uno» y «En ramos»
El cantante argentino también ha colaborado con La Tigresa del Oriente, en el videoclip «No hay que discriminar», estrenado el 10 de junio de 2010. Mismo que es un lema contra la discriminación, la homofobia y el racismo. El clip también obtuvo notoriedad y fue reseñado por las diferentes medios de la comunidad gay entre ellos los de España, México y Perú. Además que se proyectó en la marcha del Orgullo Gay de Argentina de 2010.